# Max Méreaux
Max Méreaux (Saint-Omer, 13 ottobre 1946) è un compositore e musicologo francese.
Studiò musica al Conservatorio di Parigi con Jacques Castérède.
Come compositore, ha composto musica da camera e musica per orchestra sinfonica, per voce e per pianoforte. Come musicologo, è autore di libri sulla musicoterapia. (Musicoterapia: ritmi armonia e salute / Léon Bence, Max Méreaux, - Milano: Xenia)

## Composizioni
- Pentacle pour orchestre symphonique.
- Rituel  pour orchestre d'harmonie et percussions.
- Alturas de Macchu Picchu pour baryton et orchestre symphonique sur un poème espagnol de Pablo Neruda.
- Hommage à Rameau (pour flûte, clarinette, trompette, piano et orchestre à cordes).
- Concerto pour violon et onze instruments à cordes œuvre primée au Concours International de Composition Valentino BUCCHI de Rome en novembre 1981.
- Concerto pour violon et onze instruments à cordes dédié à Tibor Varga
- Cosmogonie pour flûte, hautbois, clarinette en la, basson, cor en fa, clavecin et quatuor à cordes.
- Noctuor  pour 2 hautbois, 2 clarinettes, 2 cors en fa et 2 bassons.
- Solstice pour quintette à vent pour flûte, cor anglais, clarinette en si bémol, cor en fa et basson.
- Divertimento pour 4 cors en fa.
- Coïncidences quatuor à cordes.
- Prélude et Fugue pour quatuor de saxophones.
- Sonate à trois pour clarinette en si bémol, violoncelle et piano.
- Polysonance pour hautbois, harpe et violoncelle.
- Moment pour orgue.
- Sonatine pour piano.
- Aria, Toccata et Fugue pour piano.
- Élégie pour flûte à bec alto (2003).
- Isthme pour flûte à bec ténor et guitare.
- Melodia pour hautbois seul.
- Entrelacs pour cor anglais et piano.
- Lamento pour clarinette et piano.
- Hymne pour cor seul.
- Contemplation pour trompette seule.
- Fata Morgana pour trompette et piano.
- Psaume pour trombone seul.
- Sibylle pour trombone et piano.
- Arcane pour saxhorn basse en si bémol et piano.
- Sonnet de Louise Labé pour voix de mezzo-Soprano et piano.
- Te rogamus pour voix de Soprano et piano ou orgue.
- Soledad pour violon seul.
- Offrande pour violon et piano.
- Préludes à trois légendes pour alto seul.
- Idylle pour alto seul.
- Invocation pour alto et piano.
- Calligramme pour viole de gambe.
- Melancholia pour violoncelle et piano.
- Le Gardien du Seuil pour contrebasse et piano.
- Sonatine pour guitare et piano